# Rethel
Rethel je francouzská obec v departementu Ardensko v regionu Grand Est. V roce 2011 zde žilo 7 718 obyvatel. Je centrem arrondissementu Rethel.
Leží na řece Aisne, na severu historického území Champagne. Po Sedanu a Charleville-Mézières je třetím největším městem departementu a je zde stanice vysokorychlostního vlaku TGV na trati Paris Est – Sedan.

## Sousední obce
Acy-Romance, Barby, Bertoncourt, Biermes, Doux, Sault-lès-Rethel, Sorbon, Thugny-Trugny

## Vývoj počtu obyvatel
Počet obyvatel 